# سامرست جنوبی
سامرست جنوبی (به انگلیسی: South Somerset) یک سکونتگاه مسکونی در بریتانیا است که در یئوویل واقع شده‌است.

## خصوصیات
سامرست جنوبی ۹۵۹٫۰۴ کیلومترمربع مساحت دارد.